# André Jaunet

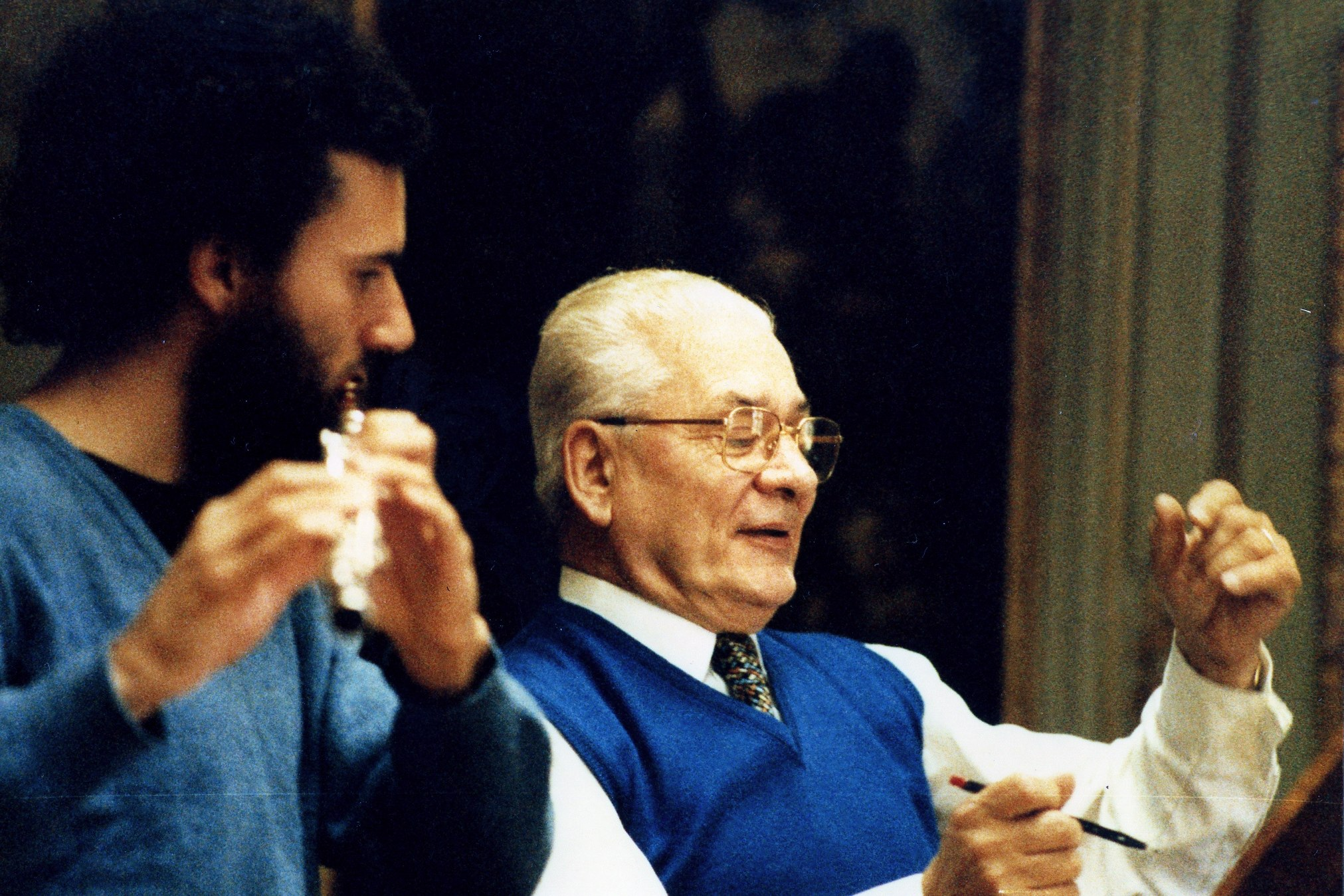
André Jaunet

André Jaunet (* 17. Mai 1911 in Corné; † 13. Dezember 1988 in Zürich) war ein in der Schweiz lebender französischer Flötist und Instrumentalpädagoge.

## Leben
Jaunet studierte von 1924 bis 1927 Flöte bei Etienne Moncelet in Angers und von 1927 bis 1929 bei Marcel Moyse in Paris sowie von 1929 bis 1931 bei Philippe Gaubert am Conservatoire de Paris. 1931 gewann er einen ersten Preis am Pariser Konservatorium.
Danach war er Solo-Flötist an der Opéra de Lille, am Stadtorchester Winterthur und beim Berner Symphonieorchester. Von 1938 bis 1978 war er Solo-Flötist beim Tonhalle-Orchester Zürich. 1939 war er beim Concours de Genève erfolgreich. Er unterrichtete von 1938 bis 1981 an der Musikhochschule Zürich und in Kursen, zuletzt in Thun. 1962 verlieh ihm die Stadt Zürich die Hans-Georg-Nägeli-Medaille. 1966 wurde er Chevalier de la Légion d’Honneur. 1973 war er Gastprofessor an der Hochschule für Musik Freiburg und 1977 an der University of Toronto. Zu seinen Schülern zählten u. a. Robert Aitken, Pierre-André Bovey, Peter-Lukas Graf, Aurèle Nicolet, Emmanuel Pahud, Dieter Flury, Günter Rumpel u. a.
Er veröffentlichte u. a. Wie Meister üben (mit kleiner Vinyl-Schallplatte).